# Resclosa del Pla de Cardona
La Resclosa del Pla de Cardona, o de la Païssa, és un embassament que pertany a la Golarda, creat per una petita presa d'obra, situada en el terme municipal de Monistrol de Calders, al Moianès.
Fou construïda al segle xx per tal de dur aigua principalment als Horts dels Pins, després dels quals l'aigua sobrant es reintegrava en el Calders. Popularment, es coneix aquesta resclosa amb el nom de les Dutxes perquè admeten just l'alçada d'una persona sota els petits saltants d'aigua que forma. En èpoques pretèrites, els monistrolencs venien a fer servir aquest lloc precisament com a dutxes.